# Sanremo Challenger 1981
Il Sanremo Challenger 1981 è stato un torneo di tennis facente parte della categoria ATP Challenger Series nell'ambito dell'ATP Challenger Series 1981. È stata l'unica edizione del torneo, aveva un montepremi di 25.000 dollari e si è giocato sui campi in terra rossa del Tennis Club Solaro a Sanremo in Italia dal 6 al 12 luglio 1981.

## Vincitori

### Singolare
Corrado Barazzutti ha battuto in finale  Ilie Năstase con il punteggio di 7–5, 6–0

### Doppio
Bob Berger /  Blaine Willenborg hanno battuto in finale  Luca Bottazzi /  Francesco Cancellotti con il punteggio di 7–6, 6–3